# Pheidologeton yanoi
Pheidologeton yanoi är en myrart som beskrevs av Auguste-Henri Forel 1912. Pheidologeton yanoi ingår i släktet Pheidologeton och familjen myror. Inga underarter finns listade i Catalogue of Life.